# Tauno Käyhkö
Tauno Käyhkö (* 6. Mai 1950 in Rovaniemi) ist ein ehemaliger finnischer und späterer kanadischer Skispringer.

## Werdegang
Käyhkö startete erstmals bei der Vierschanzentournee 1969/70 bei einem internationalen Turnier. Die Tournee verlief jedoch weitestgehend erfolglos. Seine beste Platzierung war ein 22. Platz in Bischofshofen. Bei der Nordischen Skiweltmeisterschaft 1970 in Vysoké Tatry erreichte er auf der Großschanze den 5. Platz.
Die Vierschanzentournee 1970/71 verlief für Käyhkö weitaus besser als die vorhergehende. Schon im ersten Springen in Oberstdorf kam er mit Platz 9 unter die besten Zehn. Zum Neujahrsspringen in Garmisch-Partenkirchen stand er erstmals in seiner Karriere auf dem Podium und beendete das Springen auf dem 3. Platz. Nachdem er in Innsbruck den 7. Platz erreichte, wiederholte er in Bischofshofen noch einmal seinen Erfolg von Partenkirchen. Am Ende lag er auf Platz vier in der Gesamtwertung der Tournee.
Die Vierschanzentournee 1971/72 begann ebenso wie die vorangegangene geendet hatte. Im Auftaktspringen von Innsbruck sprang er auf den 3. Platz. Im zweiten Springen in Garmisch-Partenkirchen erreichte er den 2. Platz. In Oberstdorf reichte es jedoch nur für einen 12. Platz. Auch in Bischofshofen verpasste er mit dem 31. Platz eine Top-Platzierung. Trotzdem reichte es am Ende für den 3. Platz in der Tournee-Gesamtwertung. Bei den kurz darauf stattfindenden Olympischen Winterspielen 1972 im japanischen Sapporo und der damit gleichzeitig stattfindenden Nordischen Skiweltmeisterschaft belegte er auf der Großschanze den 4. Platz. Auf der Normalschanze lag er am Ende punktgleich mit Henry Glaß auf Platz 18.
Zweimal 1971 und 1973 gewann er die Schweizer Springertournee, die mit je einem Springen in St. Moritz, Le Locle, Gstaad und Engelberg ausgetragen wurde. Beim Gesamtsieg 1973 gelang es ihm alle 4 Springen zu gewinnen. 1971 gewann immerhin 2 Springen von vier.    
In den folgenden Jahren konnte er seine Erfolge der Vierschanzentournee nicht wiederholen und landete meist nur auf den hinteren Plätzen. Bei der Nordischen Skiweltmeisterschaft 1974 im schwedischen Falun wurde er auf der Normalschanze Sechster.
1975 wechselte Käyhkö den Verband und startete fortan für Kanada. Bei der Nordischen Skiweltmeisterschaft 1978 in Lahti erreichte Käyhkö den 5. Platz auf der Großschanze. 1979 gehörte er zum kanadischen Kader für den neu geschaffenen Skisprung-Weltcup. Sein erstes Weltcup-Springen bestritt er am 30. Dezember 1979 in Oberstdorf. Am 12. Januar 1980 konnte er nach einer erfolglos verlaufenen Vierschanzentournee 1979/80 in Sapporo das erste Mal mit Platz 10 Weltcup-Punkte gewinnen. Auch beim Weltcup in seiner neuen Heimat Kanada in Thunder Bay erreichte er mit Platz 6 Weltcup-Punkte. Es war jedoch sein letzter Weltcup, und so beendete er die Saison auf Platz 55 in der Weltcup-Gesamtwertung.
Bei den Olympischen Winterspielen 1980 in Lake Placid erreichte Käyhkö einen 26. Platz auf der Großschanze und einen 30. Platz auf der Normalschanze.
Nach den Olympischen Spielen beendete Käyhkö im Alter von 30 Jahren seine aktive Skisprungkarriere.

## Erfolge

### Weltcup-Platzierungen
| Saison  | Platz | Punkte |
| ------- | ----- | ------ |
| 1979/80 | 54.   | 16     |